# Matola-Rio
Matola-Rio é uma vila e município moçambicano, situado no distrito de Boane na província de Maputo, em Moçambique. Administrativamente é uma localidade, sede de um posto administrativo do mesmo nome. Em 2012 o posto tinha uma população de 45 425 habitantes, a qual subiu para 104 000 no censo de 2017 e atingiu 139 000 em 2022.

Matola-Rio está separada da cidade da Matola pelo rio Matola. Devido ao seu grande crescimento económico, especialmente industrial, nomeadamente com a instalação do fundição de alumínio da Mozal e do Parque Industrial de Beluluane, a povoação sede foi elevada à categoria de vila em 18 de Maio de 2022, e a município em Dezembro de 2022.